# Битва статей у науковій фантастиці

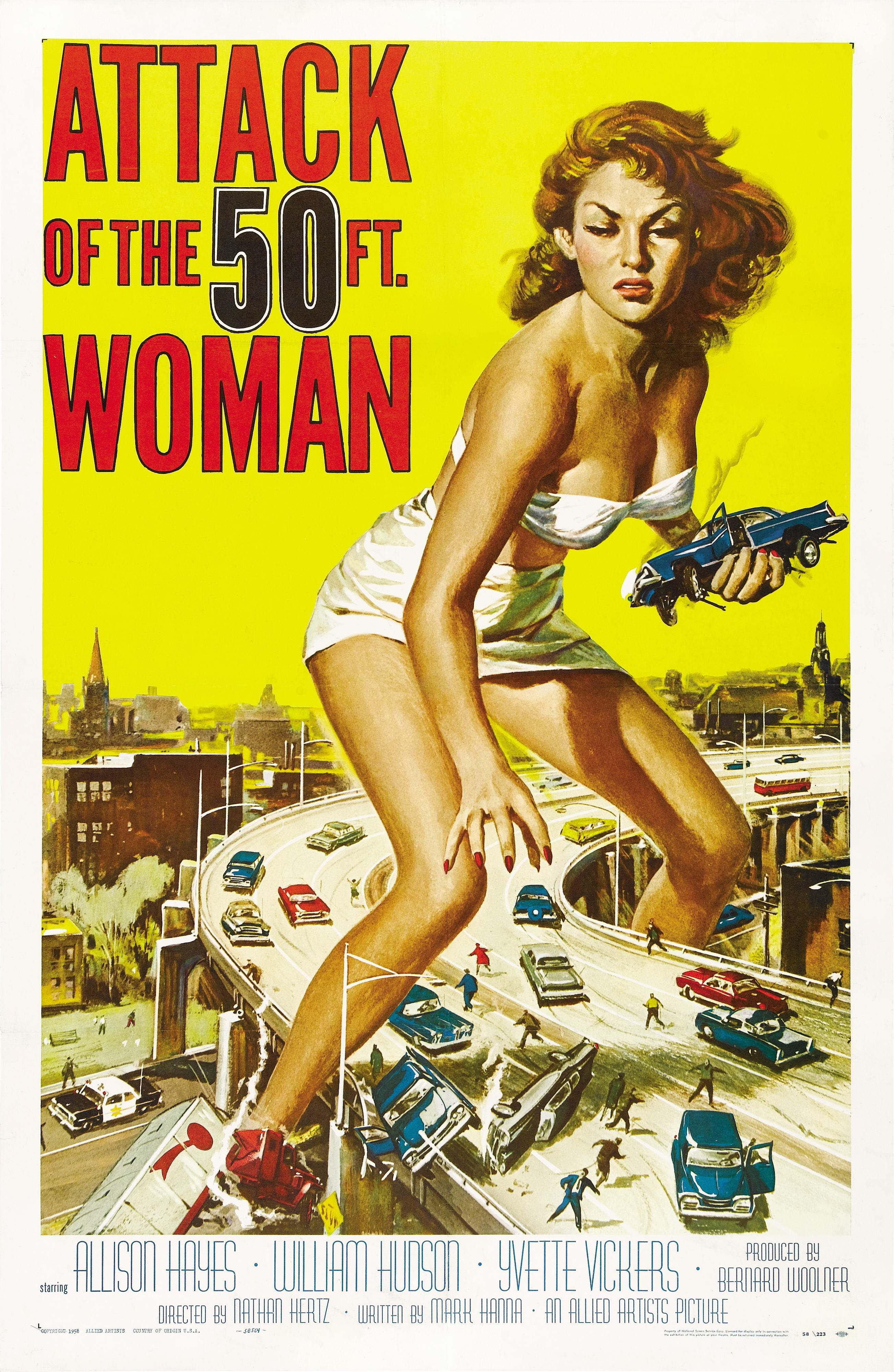
«Напад гігантської жінки», фільм 1958 року, який показує феміністичний бунт проти чоловіків.

Битва статей у науковій фантастиці — це повторюваний троп із конфліктами між суспільствами чоловіків і жінок у науково-фантастичному сценарії за владу.
З розвитком феміністичної наукової фантастики жінки-авторки наукової фантастики підірвали літературне трактування боротьби статей, спочатку представивши феміністичні утопії одностатевих світів, а потім із розвитком кіберфемізму, вийшовши за межі бінарного бачення суспільств, побудованих виключно на поділі між чоловіками та жінками.

## Визначення
Вираз «битва статей» вперше використано Джоанною Расс для позначення науково-фантастичних оповідань, присвячених «війні статей» між чоловіками та жінками. Це історії, в яких жінки бунтують і беруть владу, і в яких зазвичай є герой-чоловік, який за допомогою «жіночної» жінки приносить у такий світ «мир» і «відновлює баланс».

## Історія
Гелен Меррік описала троп «битви статей» у науковій фантастиці, який виник з появою феміністичних питань у суспільстві. Також відомі як історії про «домінантну жінку», історії про «битву статей» часто зображують матріархальні суспільства, в яких жінки подолали своїх патріархальних гнобителів і досягли домінування. Ці історії презентують тривогу, яка сприймає жіночу владу як загрозу маскулінності та гетеросексуальній нормі. Як пояснює Меррік: «І хоча вони можуть принаймні натякати на бачення більш егалітарного гендерного соціального порядку, ця можливість підривається, коли жіноче прагнення до більшої рівності підпорядковується (стереотипно) чоловічому прагненню до влади і домінування». Джоанна Расс спробувала визначити інший, більш феміністичний підхід до битви статей, який вона визначає як «битву статей» у більш егалітарному або андрогінному підході.

### 1920-ті роки
Прикладами таких історій, написаних у 1920-1930-х і 1950-х роках, є «Острів друзів» Френсіса Стівена та «Через промінь Г'юїтта» Маргарет Руперт. 1978 року Маріон Зіммер Бредлі опублікувала «Руїни Ісіди» — роман про футуристичний матріархат на колонізованій людьми планеті, де чоловіки перебувають у вкрай пригніченому становищі. У всесвіті «Дарковер» Маріон Зіммер Бредлі авторка вводить широку автономію для жінок, представлену через вільний народ амазонок, і перспективу гомосексуальних стосунків .

### 1960-1970-ті роки
У 1960-х і 1970-х роках феміністські автори наукової фантастики перейшли від боротьби статей до написання більш егалітарних історій та історій, які прагнули зробити жіноче начало більш видимим. «Ліва рука ночі» Урсули Ле Гуїн зображує андрогінне суспільство, у якому можна уявити світ без статі. У короткому романі Джеймса Тіптрі-молодшого «Г'юстон, Г'юстон, ти читаєш?» опублікованому в антології «Аврора: За межами рівності», жінок можна побачити в їх повній людяності через відсутність чоловіків у постапокаліптичному суспільстві. Роботи Джоанни Расс, зокрема «Коли все змінилося» та «Жіночий чоловік», є іншими прикладами дослідження жіночності та і «деконструкція прийнятної, ліберальної „цілої“ жінки в бік множинного і мінливого постмодерністського відчуття жіночої індивідуальності [нерозбірливо]».

### Amor Vincit Foeminam: Битва статей у науковій фантастиці
Джоанна Расс звертається до теми «битва статей» у статті 1980 року під назвою A"mor Vincit Foeminam: The Battle of the Sexes in Science Fiction", де простежуються різні позиції авторів та авторок наукової фантастики щодо цієї теми, що постійно повторюється, і її наслідки для участі жінок у науковій фантастиці, що заохотило Жюстін Ларбалестьє опублікувати на цю тему дисертацію, а потім книгу.
Джоанна Расс у своєму есе розглядає десять оповідань, зокрема:
- Томас Бергер, Жіночий полк, Саймон і Шустер, 1973[6]

- Нельсон С. Бонд, Принцеса, яка повстала, Дивовижні історії, жовтень 1939 р

- Едмунд Купер, Гендерний геноцид, книги ACE, 1971 також опубліковано як Хто потребує чоловіків?

- Парлі Дж. Купер, Феміністки, Pinacle, 1971

- Томас С. Гарднер, Останні жінки, Вандер сторіс, 1932
- Девід Г. Келлер. М. Д. Фемінінна метаморфоза в «Коли правлять Вломен» (див. № 2). (Science Wonder Stories, серпень 1929 р.)
- Кіт Ломер, Війна проти Юкків, Galaxy, квітень 1965 р.
- Брюс Макалістер, *Ecce Femina!, Fantasy and Science Fiction, лютий 1972 р.
- Бут Таркінгтон, Приховані феміністки Атлантиди в «When Women Rule» (вперше опубліковано в The Forum у березні 1926 р.)
- Джеймс Тіптрі. Молодший, мама повертайся додому у Десять тисяч світлових років від дому. Нью-Йорк: Ace, 1973. (вперше опубліковано в If у 1968 році як The Mother Ship)
- Воллес Ґ. Вест, The Last Man in When Women Rule, вперше опублікований у Amazing Stories.

Про більшість цих оповідань Рас каже: «Думаю, тепер зрозуміло, що ці історії не тільки не були написані для жінок, але й не про жінок. Цитуючи Майкла Корду в „Чоловічому шовінізмі“: чоловіки зазвичай не ненавидять жінок….. Вони просто не хочуть про них чути. Єдине оповідання, яке припало їй до душі, було про Джеймса Тіптрі (Джоанна Расс тоді вважала, що Тіптрі був чоловіком)».

### 2000-ті роки
Кіберфеміністки наступного покоління розвинули ідеї, що ставлять під сумнів жіночність або саме існування біологічного субстрату, який прирікає жінок на стан дівчат у біді. Донна Гарравей писала: «У тому, щоб бути „жінкою“, немає нічого такого, що природно пов'язувало б жінок між собою. Немає нічого такого в тому, щоб бути „жінкою“, що природно об'єднувало б жінок. Немає нічого такого в тому, щоб бути „жінкою“, що природним чином об'єднувало б жінок». Вона пояснює, що громади будуються на спорідненості, а не на ідентичності.
Це напрямок, прийнятий у «фемпанкових» історіях: опис спільнот спорідненості, які не покладаються на гендерну сегрегацію, але описують персонажів, які повинні покладатися на свої навички у боротьбі з чоловіками та жінками, щоб вижити, підкреслюючи плинність і стійкість персонажів. Такі автори, як Кемерон Герлі («Божа війна»), Лорен Б'юкс («Місто-зоопарк») та Меделін Ешбі («vN: Перша династія машин»), за словами Маріанни де П'єр, намагалися уявити різні світи, щоб включити автономію жінок, не обмежуючись ролями, представленими крізь бінарну гендерну призму «чоловік/жінка», щоб описати складну соціальну поведінку та спільноти.

## Реакція авторства наукової фантастики
Чоловіки-автори жорсткої наукової фантастики іноді негативно реагували на використання та запозичення занадто традиційних тем жінками, які пишуть з феміністичної перспективи. Особливо помітними через свій престиж у середовищі були Айзек Азімов та Джон Вуд Кемпбелл. Кемпбел писав: «Я не вірю, що жінки здатні писати наукову фантастику». Азімов у книзі «Astounding Science fiction» у вересні 1938 року написав:
«Тричі аплодуємо Дональду Тернбуллу з Торонто за його доблесну атаку на тих, хто любить кашу. Коли ми хочемо наукової фантастики, ми не хочемо, щоб жінки непритомніли, і це вдвічі важливіше. Не хвилюйся за міс Еванс, Дональде, ми, чоловіки, за тебе, і якщо вона спробує дати тобі ляпаса, у тебе є здібний (я сподіваюся) однодумець і випробуваний помічник в особі твого покірного слуги. Ну ж бо, чоловіки, дайте про себе знати, щоб у нашій науці не було більше любовних сентиментів! (Astounding Science Fiction [September 1938]: 161).».